# Стокгольм-Східний (станція)
59°20′47″ пн. ш. 18°04′15″ сх. д. / 59.346388888889° пн. ш. 18.070833333333° сх. д.
Стокгольм-Східний (швед. Stockholms östra station або лат. Stockholm Ö) — залізнична станція на лінії Roslagsbanan, Стокгольм, Швеція.
Нинішня станція була відкрита в 1932 році і розташована на Валхаллавеген на північному сході центральної частини Стокгольма, неподалік від Королівського технологічного інституту, замінивши старішу тимчасову станцію 1884 року, яка була розташована за кілька сотень метрів на північ. 
Спочатку в будівлі були офіси SRJ, компанії, яка володіла та керувала «Roslagsbanan». 
У будівлі ще є офіси компанії, яка наразі обслуговує рух.
Розташований поруч зі станцією стокгольмського метро Текніска-хегскулан. 
Зараз це південна кінцева станція «Roslagsbanan». 

## Майбуття
За планом розвитку «Roslagsbanan» має бути перенаправлено на нову кінцеву станцію Т-Сентрален, де перетинаються всі лінії стокгольмського метро, і, таким чином, Стокгольм-Східний планується закрити. 
Після того, як продовження лінії від платформи Університет до Уденплан і «Т-Сентрален» буде побудовано, дистанцію колії до Стокгольм-Східний буде демонтовано, а на цьому місці буде побудовано 500 квартир.